# Karl Otto Meyer
 Der er flere personer med dette navn, se Karl Meyer.
Karl Otto Meyer (født 16. marts 1928 i Sønderup i Adelby sogn, Sydslesvig, død 7. februar 2016 i Skovlund, Sydslesvig) var en dansk lærer, journalist og politiker i Sydslesvig, Tyskland.

## Dansksindet sydslesviger
Karl Otto Meyer var født ind i det danske mindretal i Sydslesvig og voksede op i Adelbylund ved Flensborg, hvor han gik i mindretallets danske skole i Tarup (i Adelby sogn lidt øst for Flensborg) 1934–1938. Han kom derefter på Duborg-Skolen i Flensborg 1938–1944 og gik ud med præliminæreksamen. I nogle få måneder (august–oktober 1944) gik han på Sønderborg Statsskole, indtil han fik sin indkaldelse til det tyske militær; men i januar 1945 flygtede han til Danmark og tilsluttede sig den danske modstandsbevægelse.

## Lærer
Meyer tog lærereksamen fra Skårup Seminarium på Sydfyn i 1949 og blev samme år ansat som lærer på den danske skole i Husum i Sydslesvig. Året efter, i 1950, blev han skoleleder (i praksis enelærer) på den danske skole i Skovlund (på tysk: Schafflund), hvor han boede til sin død. Han var skoleleder i Skovlund frem til 1963, men var dog suspenderet i perioden 1952-1954 – Berufsverbot – idet han havde udtalt sig kritisk om Tysklands genoprustning efter krigen. Han blev genindsat efter vundet retssag.

## Chefredaktør
1963-1984 var Karl Otto Meyer chefredaktør for Flensborg Avis og 1964-1985 leder af den samlede danske presse i Sydslesvig. I sit otium skrev han regelmæssigt til avisen under titlen »KOMmentar« (idet KOM er hans initialer).

## Politiker
Han var formand for Sydslesvigsk Forening og Sydslesvigsk Vælgerforening for Nørre Haksted Sogn ved Skovlund i perioden 1952–1963. Han var landsformand for Sydslesvigsk Vælgerforening 1960–1975. 1971–1996 var han medlem af den slesvig-holstenske landdag i Kiel som repræsentant for SSW, det danske parti i Sydslesvig.

## Udmærkelser
Karl Otto Meyer fik i 1985 tildelt Kaj Munks hæderspris for sin »fremragende indsats for danskheden i Sydslesvig og for Flensborg Avis«.
I 1988 modtog han Kennedy Society of Denmark's »Profiles in Courage«-pris for »sit mod til at fremføre og fastholde fundamentale menneskerettigheder som talsmand for det danske mindretal i Sydslesvig og for sit mod til at kunne forene dette arbejde med et engageret virke for delstatens almene interesser«.
I 1997 blev Karl Otto Meyer tildelt Frode Jakobsen-prisen af Juni Bevægelsen for sit arbejde som leder af det danske mindretal i Tyskland og som medlem af Slesvig-Holstens landdag.

## Familie
Karl Otto Meyer var gift med Marie (født Hoop, 17. december 1926, død 21. maj 2011), og de fik 5 børn, 12 børnebørn og 15 oldebørn. Sønnen Flemming Meyer (født 1951) er trådt i faderens fodspor som SSW-politiker. Marie Meyer udgav sine erindringer i 1999.

## Omdømme
I forbindelse med sin 80-årsdag i 2008 bad den gamle spejderdreng Karl Otto Meyer om, at man i stedet for at give ham gaver ville betænke Dansk Spejderkorps Sydslesvig med henblik på udbygninger i spejderlejren Tydal ved Eggebæk. Meyer havde ry for at være en uegennyttig hædersmand, og som politiker havde han stor respekt fra både dansk og tysk side.[kilde mangler]

## Erindringer
- Karl Otto Meyer: Frihed, lighed og grænseland. Erindringer skrevet i samarbejde med Jørgen Mågård. Bind 1 (2001) 232 sider ISBN 87-590-2454-2. – Bind 2 (2003) 318 sider ISBN 87-590-2459-3.
- Marie Meyer: Hjertesprog. Erindringer fra grænselandet. Studieafdelingen ved Dansk Centralbibliotek for Sydslesvig, 1999. 295 sider. ISBN 87-89178-37-8. (Karl Ottos kones erindringer).

## Anden litteratur
- Duborg-Skole-elever i krigens år. Flensborg 1990. ISBN 87-89178-07-6
- "Meyer om sine 25 år som landdagsmand." I ',Grænseforeningens årbog 1997',. ISBN 87-87238-14-4